# Petr Rychlý
Petr Rychlý (* 9. srpna 1965 Praha) je český divadelní, filmový a dabingový herec, moderátor a režisér. Vystudoval střední ekonomickou školu v Karlových Varech. Je jedním ze zakladatelů současného Divadla Na Fidlovačce. Na této scéně působil mezi léty 1998 a 2012. Od září 2012 do roku 2022 byl členem hereckého souboru Divadla na Vinohradech.
Jako moderátor působil v televizních pořadech Ptákoviny, Natočto! a Rychlý prachy. Mezi jeho hlavní herecké role patří postava primáře MUDr. Čestmíra Mázla v televizním seriálu Ordinace v růžové zahradě, ve které byl údajně na jeho prosbu zastřelen mafiány v roce 2022. Objevil se také v Četnických humoreskách. Zde ztvárnil roli kolaboranta Kugela. Od roku 2015 moderuje televizní pořad Rady ptáka Loskutáka. Soutěžil v první řadě české verze pěvecké reality show Tvoje tvář má známý hlas vysílané na TV Nova a v roce 2021 znovu v řadě osmé.Od roku 2021 hraje roli Petra Pospíšila v komediálním seriálu Co ste hasiči.
Nadaboval například Joeyho Tribbianiho v seriálu Přátelé, Earla v Jmenuju se Earl, Hanka Moodyho ze seriálu Californication a Petera z animované série Griffinovi. V roce 2002 nadaboval v české počítačové hře Mafia: The City of Lost Heaven vedlejší postavu Paulieho a o 18 let později si stejnou roli zopakoval ve hře Mafia: Definitive Edition.
Z prvního manželství s herečkou Pavlou Rychlou má dva syny, jedním z nich je herec Ondřej Rychlý. Jeho druhou manželkou je od roku 2006 bývalá profesionální tenistka Jana Rychlá, se kterou má syna Petra a nevlastní dceru Denisu.
Jednou ročně také moderuje Ples Harmonie v Karlových Varech pro osoby s postižením.
Je po něm pojmenováno EP od umělce Icy L, s názvem Petr Rychlý EP.